# Frada
Frāda è il nome che ci è stato tramandato dalle fonti epigrafiche achemenidi rinvenute a Bīsotūn, di un usurpatore della Margiana, che insorse nel 522-521, contestando la legittimità del potere imperiale di Dario I.
Sembra tuttavia che il vero nome fosse Gaumāta e che fosse un fedele dello Zoroastrismo, fede cui aderivano la classe dominante persiana e la stessa famiglia imperiale achemenide.
Proclamò infatti di essere un figlio di Cambise II, che già aveva disposto l'uccisione di un altro pretendente, Smerdi (Bardiya), fratello dello stesso Frāda/Gaumāta, morendo però prima che l'azione fosse portata a compimento.
Lo Shāhanshāh Dario I incaricò il suo satrapo della Bactriana, Dādarshi, di stroncare la rivolta: compito che fu assolto con feroce fermezza, provocando un gran numero di morti (oltre 55 000) e di prigionieri (poco meno di 7 000) tra gli insorti e lo spopolamento di Merv, capitale della Margiana che i seguaci di Frāda avevano scelto come loro roccaforte.